# Hafler Trio
Das Hafler Trio (kurz: H3O) ist ein englisches Musikprojekt, das der Konzeptkunst zugerechnet wird und das seit 1984 unzählige experimentelle Veröffentlichungen vorgelegt hat, die sich am ehesten im Bereich Ambient und Musique concrète einordnen lassen und die häufig einen philosophischen Hintergrund haben.
Trotz des irreführenden Gruppennamens besteht das Hafler Trio vornehmlich nur aus Andrew M. McKenzie (* 1963 in Newcastle upon Tyne) und wechselnden Partnern. McKenzie hat bereits mit 14 Jahren seine erste Single veröffentlicht, anschließend gründete er die Punkband Flesh, bevor er sich experimenteller elektronischer Musik zuwandte und 1980 das Hafler Trio ins Leben rief, das seit 1984 eine Vielzahl von Veröffentlichungen auf verschiedenen Labels vorgelegt hat. Die Veröffentlichungen werden meist durch Erläuterungen zu den enthaltenen Klangexperimenten ergänzt.
Der Name Hafler Trio soll auf David Hafler zurückgehen, der in den 1940er Jahren ein Raumklang-System aus drei Lautsprechern entwickelt haben soll. Neben McKenzie war Chris Watson von Cabaret Voltaire ein Gründungsmitglied. Das dritte Mitglied bei der Gründung, Dr. Edward Moolenbeek, stellte sich als Witz heraus: Der Name stammt von einem angeblichen Experten für psychoakustische Forschung um 1930.
Neben Andrew McKenzie haben bei Veröffentlichungen des Hafler Trio zahlreiche bekannte Musiker mitgewirkt, so u. a. Adi Newton (Clock DVA), Z'ev, David Tibet (Current 93), Genesis P-Orridge (Psychic TV), Annie Sprinkle, Jónsi Birgisson (Sigur Rós), Michael Gira (Swans), Claude  Vivier, Erla Þórarinsdóttir, Hilmar Örn Hilmarsson und John Lacey (COUM Transmissions). Auf Murray Fontana Orchestra wird McKenzie von Nurse with Wound unterstützt, Snuff entstand mit Willem De Ridder. 2003 und 2005 erschienen Veröffentlichungen in Zusammenarbeit mit Autechre.
Das Hafler Trio hat auch einen Soundtrack für Brion Gysins „Dreamachine“ eingespielt, der eine umfangreiche Dokumentation zum Nachbau eines solchen Geräts enthielt; einige Nachbauten wurden von der Gruppe sogar selbst vertrieben.
1992 veröffentlichte Hafler Trio einen 31 Szenen umfassenden Film namens Just Because A Cat Has Her Kittens in the Oven Doesn't Make them Biscuits, dessen Vertrieb über Temple Press Ltd., den an Temple Records angeschlossenen Verlag, erfolgte. Der Film enthielt auch Texte von Z'ev und Genesis P-Orridge.
Die meisten Veröffentlichungen des Hafler Trio erschienen nur in sehr geringen Auflagen, viele neuere Veröffentlichungen gar nur im Direktvertrieb von Andrew McKenzie. Einige Alben wurden jedoch auch von großen Labels wie Mute Records in größerer Stückzahl neu aufgelegt.

## Diskografie (Auswahl)
- 1984: “BANG!” - an Open Letter (nachveröffentlicht 1993)
- 1985: Soundtrack to “Alternation, Perception & Resistance” - a Comprehension Exercise
- 1985: Seven Hours Sleep (re-issue 1993)
- 1985: Hotondo Kiki Torenai
- 1986: The Sea Org
- 1986: Brain Song
- 1987: A Thirsty Fish (re-issue, 1993)
- 1988: INTOUTOF
- 1989: Ignotum per Ignotius
- 1989: Present Brion Gysin’s Dreamachine (with Thee Temple ov Psychick Youth) (LP und CD, re-issue der 1987 in limitierter Auflage ‹100 Stück› erschienenen Cassette, "Untitled")
- 1990: Dislocation
- 1990: A Bag of Cats
- 1991: Redintegrate 1, 2 & 3
- 1991: Kill The King
- 1991: The Hafler Trio Play The Hafler Trio
- 1991: The Hafler Trio Play The Hafler Trio Play The Hafler Trio
- 1991: Masturbatorium
- 1992: Mastery of Money
- 1992: FUCK
- 1993: Four Ways Of Saying Five
- 1994: How To Reform Mankind
- 1994: Negentropy
- 1994: One Dozen Economical Stories by Peter Greenaway
- 1995: Walk Gently Through the Gates of Joy
- 1996: #1: various methods of attaining immortality | #2: three different kinds of seed
- 1996: Infidelity to Reason
- 1996: The Day I Married The World
- 1996: Right Here Where You Are Sitting Now
- 1996: An Utterance of the Supreme Ventriloquist
- 1996–1998: WHO SEES GOES ON
- 2000: Hljóðmynd
- 2000: Mein (unreleased; bootleg)
- 2002: Cleave: 9 Great Openings [Trilogy In Three Parts, Part The First]
- 2002: La Chanson Dada
- 2002: Whistling About Chickens
- 2003: No Man Put Asunder: 7 Fruitful and Seamless Unions [Trilogy In Three Parts, Part The Second]
- 2003: No More Twain, Of One Flesh: 11 Unequivocal Obsecrations [Trilogy In Three Parts, Part The Third]
- 2003: the moment when we blow the flour from our tongues
- 2003: A Small Child Dreams Of Voiding The Plague
- 2003: The Birds Must Be Eliminated
- 2003: The man who tried to disappear
- 2003: A house waiting for its master
- 2003: Wolf Sheep Cabbage #1 - evidence pertaining to the destroyer
- 2003: Wolf Sheep Cabbage #2 - evidence pertaining to the creator
- 2003: kisses with both hands from gods little toy
- 2003: how to slice a loaf of bread
- 2003: æ³o & h³æ (mit Autechre)
- 2003: NORMALLY. being by that entity formally known as THE HAFLER TRIO
- 2004: anything that someone else tells you is not good enough
- 2004: how to slice a loaf of bread (lengthwise)
- 2004: the concentrated recapturing of thought
- 2004: scissors cut arrow
- 2004: WHERE ARE YOU? the partial results of an investigation by THE HAFLER TRIO
- 2004: I never knew that’s who you thought you were
- 2004: The Nearness of Doings That be Things (live on Resonance 104.4FM)
- 2004: only the hand that erases can write the true thing
- 2004: EXACTLY AS I SAY. a rapid learning method devised partly by THE HAFLER TRIO
- 2004: The Water Has No Hair To Hold On To
- 2005: Á ég að halda áfram?
- 2005: Being a firefighter isn’t just about squirting water
- 2005: EXACTLY AS I DO. the revised handbook of essential practice by THE HAFLER * TRIO
- 2005: æo³ & ³hæ (mit Autechre)
- 2005: If Take, Then Take—Tricks, Half-tricks and Real Phenomena
- 2005: Wolf Sheep Cabbage #3 - evidence pertaining to the preserver
- 2006: Colin Potter & The Hafler Trio "A Pressed On Sandwich"